# Hypocephalus armatus
Hypocephalus armatus es una especie de escarabajo de la familia Vesperidae. Es la única especie del género Hypocephalus. Tanto el género como la especie fueron descritos por Anselme Gaëtan Desmarest en 1832. Se encuentra en Brasil y es popular en museos y colecciones por su valor de curiosidad y sus adaptaciones para excavar en el suelo que los hacen parecer aparentemente similares a los grillos topo.

## Descripción

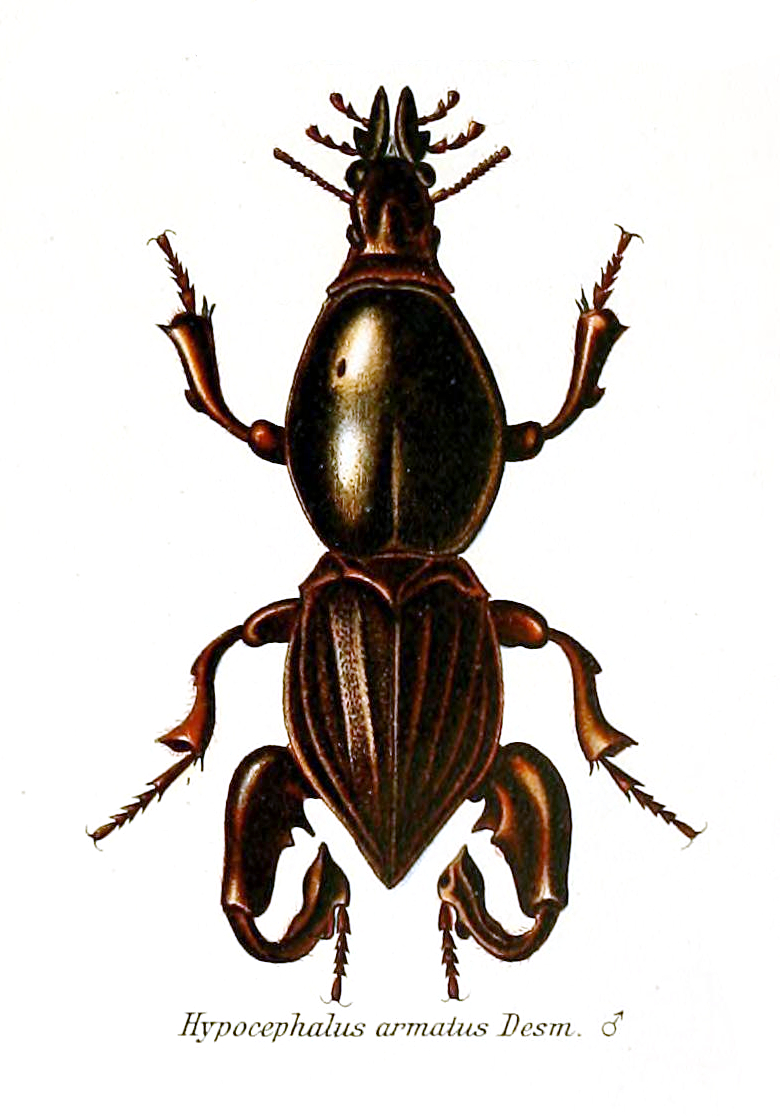

Hypocephalus armatus puede alcanzar una longitud corporal de unos 45 a 58 milímetros. Esta rara especie presenta un evidente dimorfismo sexual, ya que las fortísimas patas de los machos están más desarrolladas que las de las hembras. Es similar en apariencia a un grillo topo gracias a la evolución convergente. En ambos sexos las alas de vuelo están ausentes, el protórax es ovoide y de color negro brillante, los élitros de color marrón oscuro están fusionados y las patas traseras son mucho más pesadas que las otras y están adaptadas para excavar. Los machos adultos se pueden encontrar de noviembre a marzo, generalmente después de las lluvias, cuando excavan en el suelo.
Las adaptaciones excepcionales y las características taxonómicas han desconcertado a los taxónomos desde su descripción en 1832. Se ha colocado en el pasado en una familia propia, Hypocephalidae, seguida de colocación dentro de Cerambycidae. Ahora se ubica dentro de la familia Vesperidae, aunque los estudios moleculares no han confirmado su ubicación.

## Distribución
Esta especie se encuentra en Brasil, en el norte de Minas Gerais y el sur de Bahía. Tiene hábito fosorial y vive en galerías subterráneas.